# USS Whale (SSN-638)
USS Whale (SSN-638) – amerykański myśliwski okręt podwodny z napędem jądrowym typu Sturgeon z czasów zimnej wojny, zbudowany w stoczni Quincy Shipbuilding według projektu SCB-188A.